# Коджіль
Коджіль (кор. 거질미왕 або 금물왕, 居叱彌王 або 金勿,  Geojilmi wang або Geummul wang, Kŏjilmi wang or Kŭmmul wang) — корейський ван, четвертий правитель держави Кимгван Кая періоду Трьох держав.
Був сином і спадкоємцем вана Мапхума. Одружився з Аджі, вона народила Коджілю сина Ісіпхума, який успадкував трон після смерті батька.